# Xã Normanna, Quận St. Louis, Minnesota
Xã Normanna (tiếng Anh: Normanna Township) là một xã thuộc quận St. Louis, tiểu bang Minnesota, Hoa Kỳ. Năm 2010, dân số của xã này là 796 người.